# الطريق إلى الأمل
الطريق إلى الأمل هو اسم قافلة المساعدات الإنسانية من المملكة المتحدة إلى غزة ، والمنظمة الخيرية التي نظمت تلك القافلة. بعد وقت قصير من غارة أسطول غزة في صيف عام 2010، أعلنت مجموعة من المتطوعين الذين لديهم خبرة مشتركة في قوافل فيفا بالستينا البرية السابقة المتجهة إلى غزة أنهم سوف يديرون قافلة برية مستقلة سياسياً (على النقيض من الطبيعة المسيسة بطبيعتها لقافلة فيفا بالستينا التي أسسها جورج جالوي ، وبعيداً عن أي مشاريع بحرية أخرى شبيهة بالأسطول). وكانت نيتهم الأصلية المعلنة هي أن تتزامن مع محاولة ثانية متوقعة بقيادة تركيا لدخول غزة عن طريق البحر، وبالتالي رؤية محاولة الدخول عن طريق البر والبحر في وقت واحد. تم تصور المشروع من قبل المتطوع السابق في منظمة فيفا فلسطين أنور بيني، وكان قائد القافلة على الطريق هو عامل الإغاثة كيران تيرنر (من قافلة الإغاثة ). كما قدمت مدينة غلوستر مساهمات بارزة أخرى إلى غزة ، وفرع حملة التضامن مع فلسطين في والتهام فورست، وبريطانيا إلى غزة في بريستول.
بعد ثلاثة أيام من إعلان الطريق إلى الأمل، أعلن جورج جالوي، في مظاهرة مؤيدة للفلسطينيين خارج السفارة الإسرائيلية في لندن، عن قافلة برية جديدة تحت اسم "تحيا فلسطين 5"، والتي أصبحت تُعرف باسم "تحيا فلسطين 5". أصبح المشروعان على دراية ببعضهما البعض وقرر كل منهما أنه يمكن تشغيلهما بالتوازي. وحتى لو لم تنجح القافلة التي تقودها تركيا، فإن القافلتين البريتين ستمثلان نهجاً متزامناً لمشاريع متعددة إلى غزة.

#### القافلة
انطلقت قافلة الطريق إلى الأمل من المملكة المتحدة في 10 أكتوبر/تشرين الأول 2010 ، وعلى متنها عدد من المتطوعين الذين شاركوا في غارة أسطول غزة – بما في ذلك سبعة من الناجين من سفينة مافي مرمرة – بالإضافة إلى منظمات تضامن دولية أخرى. وقد سافرت السفينة عبر فرنسا وإسبانيا والمغرب والجزائر وتونس وليبيا ، قبل أن تقع ضحية لقضايا سياسية ليبية داخلية إلى جانب ما زعم وقيل إنه عمل محتال أخبرهم، كما قالوا، أنهم سيُمنحون المرور عبر الحدود المصرية (وهو أمر غير ممكن عادة في ظل امتثال مصر لحصار غزة) لأنهم سيسافرون مع قافلة القدس 5 الرسمية شبه الحكومية التي تديرها ليبيا ــ والتي باعتبارها مؤسسة مدعومة من الحكومة، حصلت على تصريح استثنائي لعبور مصر. ونتيجة للخداع والارتباك، توقفت رحلة "الطريق إلى الأمل" في ليبيا، وظلت هناك حتى نوفمبر/تشرين الثاني 2010.

#### حادثة اختطاف ستروفاديس الرابع
في يوم 11 نوفمبر 2010، أثناء صعود القافلة على متن العبارة "ستروفاديس 4"، المستأجرة لنقل القافلة إلى العريش في مصر، أعلنت منظمة "طريق الأمل" أن عشرة أعضاء من القافلة، إلى جانب سبعة مسؤولين من ميناء ليبيين، اختطفوا على يد مالك السفينة، بالتعاون الطوعي من قبطانها. بعد عدة أيام في البحر تم نقلهم في النهاية عبر جزيرة كريت إلى اليونان حيث داهمت قوات الكوماندوز اليونانية السفينة، مما أدى إلى إطلاق سراحهم في النهاية لأنه تبين أنهم لم يرتكبوا أي جريمة (بعد تحقيقات أجرتها الشرطة اليونانية). كما تم القبض على قائد السفينة ومالكها.

#### السفينة الثانية
وفي نهاية المطاف، وبفضل المساعدة من جولة ثانية من جمع التبرعات في المملكة المتحدة إلى جانب التبرعات الكبيرة من الأفراد الليبيين، تم تأمين سفينة ثانية. وتم نقل المركبات ووفد مراقبة مكون من ثلاثة أعضاء من القافلة، في حين استأجر باقي أعضاء القافلة طائرة متوجهة إلى العريش في مصر.
وصلت القافلة إلى رفح وعبرت إلى غزة في 26 نوفمبر 2010. وكان ثلاثة من الأعضاء المختطفين قد تمكنوا من الانضمام مرة أخرى بحلول تلك النقطة. وقد مُنع ما مجموعه اثني عشر عضوًا من القافلة من الوصول إلى مصر (وبالتالي المرور إلى غزة) دون سبب معلن - كما حدث لأعضاء قافلة فيفا فلسطين السابقة.